# Grace Carter
Grace Katherine Carter (* 26. Mai 1997 in London) ist eine englische Singer-Songwriterin.

## Biografie
Grace Carter wuchs mit ihrer allein erziehenden Mutter in Brighton auf. Erst als sie 13 war, fand ihre Mutter einen neuen Lebensgefährten. Um ihr aggressives Verhalten zu bändigen, schenkte ihr neuer Stiefvater, selbst professioneller Musiker, eine Gitarre und forderte sie auf, ihre Gefühle in eigenen Liedern auszudrücken. Daraus entwickelte sich eine Leidenschaft für die Musik und als sie alt genug war, begann sie auch als Musikerin aufzutreten.
Ihre erste Singleveröffentlichung im Internet war 2017 der Song Silence. Sie veröffentlichte auch ein Video dazu auf ihrem YouTube-Kanal und erreichte hohe Abrufzahlen. Andere Erfolge waren Why Her Not Me? und Heal Me. Weitere Popularität gewann sie im Jahr 2018 durch Auftritte im Vorprogramm bei Touren von Rag ’n’ Bone Man und von Dua Lipa, deren Managementfirma auch sie betreut. Außerdem unterschrieb sie bei Polydor einen Plattenvertrag. Dies führte auch dazu, dass sie zum Jahreswechsel bei der Wahl zum Sound of 2019 der BBC auf Platz 3 kam.
Ihre erste größere Veröffentlichung war 2019 die EP Saving Grace. Mit dem Song Wicked Game hatte sie einen Achtungserfolg und schaffte es gerade so in die Top 100 der irischen Charts. Auch lokal in den schottischen Charts konnte sie sich platzieren, in die gesamtbritische Hitliste schaffte sie es jedoch nicht.

## Diskografie
EP
- Saving Grace (2019)

Lieder
- Silence (2017)
- Ashes (2017)
- Silhouette (2018)
- Saving Grace (2018)
- Why Her Not Me? (2018, UK: Silber)[3]
- Heal Me (2019)
- Don’t Hurt Like It Used To (2019)
- Wicked Game (2019)
- Fired Up (2019)
- Amnesia (2019)
- Blame (mit Jacob Banks, 2020)
- Dark Matter (2021)